# Tim Payne
Timothy ("Tim") John Payne (Auckland, 10 januari 1994) is een Nieuw-Zeelands voetballer die doorgaans speelt als middenvelder. In juli 2019 verruilde hij Eastern Suburbs voor Wellington Phoenix. Payne maakte in 2012 zijn debuut in het Nieuw-Zeelands voetbalelftal.

## Clubcarrière
Payne werd geboren in Auckland en begon zijn carrière als voetballers dan ook bij Auckland City FC, dat toen uitkwam in de ASB Premiership. In de zomer van 2010 stapte de aanvaller over naar rivaal Waitakere United. Daar speelde hij een belangrijke rol in het succes van de hoogste jeugdteams. Na deelname aan een WK –17 in 2011 speelde Payne op proef bij Blackburn Rovers. Daar verdiende hij een contract voor tweeënhalf jaar. Na afloop van deze verbintenis keerde Payne terug bij Auckland City. Een jaar later verkaste hij naar Portland Timbers, waar hij in het reserveteam ging spelen. Opnieuw bleef de Nieuw-Zeelander een jaar bij zijn club, waarna hij terugkeerde naar zijn vaderland, waar hij voor Eastern Suburbs ging spelen. Hij tekende voor drie jaar. Toen dat contract was afgelopen, nam Wellington Phoenix hem transfervrij over.

## Interlandcarrière
Payne speelde tijdens het WK –17 in 2011 alle vier de duels van Nieuw-Zeeland negentig minuten. In mei 2012 werd hij door bondscoach Ricki Herbert opgeroepen voor het Nieuw-Zeelands voetbalelftal. Zijn debuut voor dat team maakte hij op 26 mei 2012, tegen Honduras. Hij mocht ook mee naar de Olympische Zomerspelen 2012.